# Lactuca schulzeana
Lactuca schulzeana là một loài thực vật có hoa trong họ Cúc. Loài này được Büttner mô tả khoa học đầu tiên năm 1889.